# 1 (tal)
1 (en eller et) er:
- Det første naturlige tal, derefter følger 2
- Heltallet efter 0
- Det første kvadrattal, kubiktal, trekanttal og pyramidetal
- Det første og andet af fibonaccis tal
- Det første heldige tal
- Det eneste naturlige tal, som hverken er et primtal eller et sammensat tal

Det danske ord "en" deler etymologi med de andre indoeuropæiske sprogs ord for det samme og lader ikke til at have nogen bagvedliggende betydning.

## I videnskab

### Kemi
- Grundstoffet brint har atomnummer 1

### Astronomi
- Månerne om en given planet, ud over Jordens egen måne, er traditionelt blevet tildelt romertal: På den måde har Mars' måne Phobos (måne), Jupitermånen Io, Saturnmånen Mimas, Uranus-månen Ariel, Neptun-månen Triton og Plutos måne Charon (måne) alle fået romertallet I.

### Matematik
- 1 er det første positive heltal i den reelle talfølge, og samtidig et neutralt multiplikationselement indenfor de reelle tal.

## Andet
Der er:
- 1 gud i monoteistiske religioner som f.eks. kristendommen.
  - Indenfor sikhismen er tallet 1 tegn på Guds universalitet.
- 1 i en solo
- i telefoni er 1 det internationale retningsnummer for U.S.A.
- i stelnumre er 1 VIN-kode for modelår 2001.